# Hydrornis
Hydrornis is een geslacht van vogels uit de familie pitta's (Pittidae). 
Eerder waren de soorten uit dit geslacht ondergebracht bij het geslacht Pitta. In een onderzoek dat in 2009 werd gepubliceerd en waarbij alle soorten moleculair-genetisch werden onderzocht, bleek dat er duidelijk drie clades zijn, de drie geslachten  Erythropitta, Hydrornis en Pitta.

## Soorten
Het geslacht telt 13 soorten:
- Hydrornis baudii  – Blauwkoppitta
- Hydrornis caeruleus  – Reuzenpitta
- Hydrornis cyaneus  – Blauwe pitta
- Hydrornis elliotii  – Elliots pitta
- Hydrornis guajanus  – Javaanse blauwstaartpitta
- Hydrornis gurneyi  – Gurneys pitta
- Hydrornis irena  – Maleise blauwstaartpitta
- Hydrornis nipalensis  – Blauwnekpitta
- Hydrornis oatesi  – Roestkappitta
- Hydrornis phayrei  – Phayres pitta
- Hydrornis schneideri  – Schneiders pitta
- Hydrornis schwaneri  – Borneoblauwstaartpitta
- Hydrornis soror  – Blauwstuitpitta